# Бородиния
Бороди́ния (лат. Borodinia) — монотипный род двудольных растений семейства Капустные (Brassicaceae), включающий вид Бородиния крупнолистная (или Бородиния байкальская, или Бородиния Тилинга; лат. Borodīnia macrophȳlla (Turcz.) O.E.Schulz).

## Распространение, описание
Родина бородинии крупнолистной — Республика Бурятия (РФ). Обычно единственный признанный вид считался эндемиком России, распространённым в Восточной Сибири и на Дальнем Востоке, однако отдельные экземпляры растения были обнаружены и в Китае.
Травянистые растения. Листья простые, размещены очерёдно. Цветок четырёхлепестковый, с актиноморфным околоцветником. Плод — коробочка.
Число хромосом — 2n=14.

## Замечания по охране
Представитель рода включён в Красную книгу России, а также в региональные Красные книги Бурятии, Иркутской и Читинской областей и Хабаровского края. Ранее включался в Красные книги СССР и РСФСР.

## Таксономия и систематика
Род выделен в 1921 году Н. А. Бушем, и был назван в честь И. П. Бородина в знак признания его заслуг.
Выделение данного рода ставится под сомнение, и ряд исследователей предлагает относить единственный вид к роду Boechera. Существует также точка зрения, согласно которой 7 американских видов, ранее относимых к роду Boechera, следует относить к роду Borodinia: B. burkii, B. canadensis, B. dentata, B. laevigata, B. missouriensis, B. perstellata и B. serotina, то есть род не является монотипным.